# Coppa Italia 1999-2000 (rugby a 15)
La Coppa Italia 1999-2000 fu la 13ª edizione della Coppa Italia di rugby a 15.
Si tenne tra il 12 settembre e il 16 gennaio e a vincere la coppa fu il Viadana, alla sua prima affermazione nel torneo.
La competizione risentì particolarmente della decisione di essere disputata nelle stesse settimane in cui si disputarono i turni di European Rugby Champions Cup e European Rugby Challenge Cup, portando alcune squadra a rinunciare alla manifestazione nazionale.

## Formula
Le ventiquattro squadre furono ripartite in quattro gironi, prevalentemente su base territoriale. Le prime due classificate di ogni girone accedevano alla fase play-off.

## Squadre partecipanti
| Girone A          | Girone B   | Girone C | Girone D    |
| ----------------- | ---------- | -------- | ----------- |
| Amat. & Calvisano | Belluno    | Bologna  | Benevento   |
| Brescia           | Benetton   | Livorno  | Colleferro  |
| GRAN Parma        | CUS Padova | Modena   | CUS Firenze |
| Piacenza          | Mirano     | Petrarca | Fiamme Oro  |
| Rovato            | Paese      | Parma    | L’Aquila    |
| Viadana           | San Donà   | Rovigo   | Rugby Roma  |

## Fase a gironi

### Girone 1
| Data              | Incontro                    | Risultato  |
| ----------------- | --------------------------- | ---------- |
| 12 settembre 1999 | Amat&Calvisano — Rovato     | 29-26      |
| 12 settembre 1999 | GRAN Parma — Brescia        | 28-20      |
| 12 settembre 1999 | Piacenza — Viadana          | 15-18      |
| 19 settembre 1999 | Brescia — Piacenza          | 25-38      |
| 19 settembre 1999 | Rovato — GRAN Parma         | 34-21      |
| 19 settembre 1999 | Viadana — Amat&Calvisano    | 29-19      |
| 25 settembre 1999 | GRAN Parma — Piacenza       | 14-40      |
| 25 settembre 1999 | Rovato — Viadana            | 44-34      |
| 26 settembre 1999 | Amat&Calvisano — Brescia    | 27-10      |
| 3 ottobre 1999    | Brescia — Rovato            | 18-15      |
| 3 ottobre 1999    | GRAN Parma — Viadana        | 21-63      |
| 3 ottobre 1999    | Piacenza — Amat&Calvisano   | 24-9       |
| 10 ottobre 1999   | Amat&Calvisano — GRAN Parma | 98-6       |
| 10 ottobre 1999   | Rovato — Piacenza           | 31-36      |
| 10 ottobre 1999   | Viadana — Brescia           | 43-5       |
| 17 ottobre 1999   | Brescia — GRAN Parma        | 37-22      |
| 17 ottobre 1999   | Rovato — Amat&Calvisano     | 28-47      |
| 17 ottobre 1999   | Viadana — Piacenza          | 26-26      |
| 24 ottobre 1999   | Amat&Calvisano — Viadana    | 16-25      |
| 24 ottobre 1999   | GRAN Parma — Rovato         | 41-29      |
| 24 ottobre 1999   | Piacenza — Brescia          | 42-8       |
| 21 novembre 1999  | Brescia — Amat&Calvisano    | cancellata |
| 21 novembre 1999  | Piacenza — GRAN Parma       | 80-3       |
| 21 novembre 1999  | Viadana — Rovato            | cancellata |
| 28 novembre 1999  | Amat&Calvisano — Piacenza   | cancellata |
| 28 novembre 1999  | Rovato — Brescia            | cancellata |
| 28 novembre 1999  | Viadana — GRAN Parma        | 66-7       |
| 12 dicembre 1999  | GRAN Parma — Amat&Calvisano | cancellata |
| 12 dicembre 1999  | Piacenza — Rovato           | cancellata |
| 12 dicembre 1999  | Brescia — Viadana           | 27-66      |

#### Classifica
| Pos | Squadra    | G | V | N | P | PF  | PS  | DP   | BMP | Pt |
| --- | ---------- | - | - | - | - | --- | --- | ---- | --- | -- |
| 1   | Viadana    | 6 | 5 | 1 | 0 | 282 | 101 | +181 | 0   | 11 |
| 2   | Piacenza   | 6 | 4 | 1 | 1 | 241 | 94  | +147 | 0   | 9  |
| 3   | Brescia    | 6 | 1 | 0 | 5 | 122 | 239 | −117 | 0   | 2  |
| 4   | GRAN Parma | 6 | 1 | 0 | 5 | 95  | 306 | −211 | 0   | 2  |

- Rovato e Amat. & Calvisano ritirate prima della fine della fase

### Girone 2
| Data              | Incontro              | Risultato |
| ----------------- | --------------------- | --------- |
| 12 settembre 1999 | Paese — CUS Padova    | 16-19     |
| 12 settembre 1999 | San Donà — Mirano     | 31-0      |
| 19 settembre 1999 | Benetton — Paese      | 99-6      |
| 19 settembre 1999 | CUS Padova — San Donà | 20-31     |
| 26 settembre 1999 | CUS Padova — Mirano   | 9-9       |
| 26 settembre 1999 | San Donà — Benetton   | 15-20     |
| 3 ottobre 1999    | Benetton — CUS Padova | 79-10     |
| 3 ottobre 1999    | Paese — Mirano        | 18-34     |
| 10 ottobre 1999   | Benetton — Mirano     | 31-31     |
| 10 ottobre 1999   | San Donà — Paese      | 58-6      |
| 17 ottobre 1999   | CUS Padova — Paese    | 50-7      |
| 17 ottobre 1999   | Mirano — San Donà     | 40-25     |
| 24 ottobre 1999   | Paese — Benetton      | 12-109    |
| 24 ottobre 1999   | San Donà — CUS Padova | 35-17     |
| 21 novembre 1999  | Mirano — CUS Padova   | 32-7      |
| 24 novembre 1999  | Benetton — San Donà   | 26-23     |
| 30 novembre 1999  | CUS Padova — Benetton | 27-14     |
| 30 novembre 1999  | Mirano — Paese        | 48-12     |
| 12 dicembre 1999  | Benetton — Mirano     | 18-22     |
| 12 dicembre 1999  | Paese — San Donà      | 8-57      |

#### Classifica
| Pos | Squadra    | G | V | N | P | PF  | PS  | DP   | BMP | Pt |
| --- | ---------- | - | - | - | - | --- | --- | ---- | --- | -- |
| 1   | Mirano     | 8 | 5 | 2 | 1 | 216 | 151 | +65  | 0   | 12 |
| 2   | Benetton   | 8 | 5 | 1 | 2 | 396 | 146 | +250 | 0   | 11 |
| 3   | San Donà   | 8 | 5 | 0 | 3 | 275 | 137 | +138 | 0   | 10 |
| 4   | CUS Padova | 8 | 3 | 1 | 4 | 159 | 223 | −64  | 0   | 7  |
| 5   | Paese      | 8 | 0 | 0 | 8 | 85  | 474 | −389 | 0   | 0  |

- Belluno si ritira prima dell'inizio della fase

### Girone 3
| Data              | Incontro           | Risultato |
| ----------------- | ------------------ | --------- |
| 19 settembre 1999 | Rovigo — Bologna   | 41-20     |
| 19 settembre 1999 | Parma — Petrarca   | 24-23     |
| 26 settembre 1999 | Petrarca — Bologna | 59-3      |
| 26 settembre 1999 | Rovigo — Parma     | 46-15     |
| 3 ottobre 1999    | Bologna — Parma    | 6-12      |
| 3 ottobre 1999    | Petrarca — Rovigo  | 30-21     |
| 10 ottobre 1999   | Bologna — Rovigo   | 18-37     |
| 10 ottobre 1999   | Petrarca — Rovigo  | 36-31     |
| 17 ottobre 1999   | Bologna — Petrarca | 28-41     |
| 17 ottobre 1999   | Parma — Rovigo     | 5-21      |
| 24 ottobre 1999   | Rovigo — Petrarca  | 35-11     |
| 24 ottobre 1999   | Parma — Bologna    | 30-25     |

#### Classifica
| Pos | Squadra  | G | V | N | P | PF  | PS  | DP   | BMP | Pt |
| --- | -------- | - | - | - | - | --- | --- | ---- | --- | -- |
| 1   | Rovigo   | 6 | 5 | 0 | 1 | 201 | 99  | +102 | 0   | 10 |
| 2   | Petrarca | 6 | 4 | 0 | 2 | 200 | 142 | +58  | 0   | 8  |
| 3   | Parma    | 6 | 3 | 0 | 3 | 117 | 157 | −40  | 0   | 6  |
| 4   | Bologna  | 6 | 0 | 0 | 6 | 100 | 220 | −120 | 0   | 0  |

- Livorno e Modena si ritirano prima dell'inizio della fase

### Girone 4
| Data              | Incontro                   | Risultato |
| ----------------- | -------------------------- | --------- |
| 12 settembre 1999 | Colleferro — Fiamme Oro    | 18-18     |
| 12 settembre 1999 | CUS Firenze — Benevento    | 45-12     |
| 12 settembre 1999 | Roma Olimpic — L'Aquila    | 0-3       |
| 19 settembre 1999 | Benevento — Roma Olimpic   | 8-39      |
| 19 settembre 1999 | Fiamme Oro — CUS Firenze   | 27-12     |
| 19 settembre 1999 | L'Aquila — Colleferro      | 64-17     |
| 26 settembre 1999 | Colleferro — Roma Olimpic  | 15-30     |
| 26 settembre 1999 | CUS Firenze — L'Aquila     | 5-40      |
| 26 settembre 1999 | Fiamme Oro — Benevento     | 61-27     |
| 3 ottobre 1999    | Colleferro — Benevento     | 43-26     |
| 3 ottobre 1999    | L'Aquila — Fiamme Oro      | 42-20     |
| 3 ottobre 1999    | Roma Olimpic — CUS Firenze | 44-12     |
| 10 ottobre 1999   | Benevento — L'Aquila       | 8-78      |
| 10 ottobre 1999   | CUS Firenze — Colleferro   | 32-26     |
| 10 ottobre 1999   | Fiamme Oro — Roma Olimpic  | 24-29     |
| 17 ottobre 1999   | Benevento — CUS Firenze    | 32-32     |
| 17 ottobre 1999   | Fiamme Oro — Colleferro    | 15-15     |
| 17 ottobre 1999   | L'Aquila — Roma Olimpic    | 27-10     |
| 24 ottobre 1999   | Colleferro — L'Aquila      | 6-39      |
| 24 ottobre 1999   | CUS Firenze — Fiamme Oro   | 15-12     |
| 24 ottobre 1999   | Roma Olimpic — Benevento   | 125-0     |
| 21 novembre 1999  | Benevento — Fiamme Oro     | 15-13     |
| 21 novembre 1999  | L'Aquila — CUS Firenze     | 52-0      |
| 21 novembre 1999  | Roma Olimpic — Colleferro  | 30-17     |
| 28 novembre 1999  | Benevento — Colleferro     | 35-20     |
| 28 novembre 1999  | CUS Firenze — Roma Olimpic | 3-0       |
| 28 novembre 1999  | Fiamme Oro — L'Aquila      | 18-55     |
| 12 dicembre 1999  | Colleferro — CUS Firenze   | 12-21     |
| 12 dicembre 1999  | L'Aquila — Benevento       | 3-0       |
| 12 dicembre 1999  | Roma Olimpic — Fiamme Oro  | 23-32     |

#### Classifica
| Pos | Squadra     | G  | V  | N | P | PF  | PS  | DP   | BMP | Pt |
| --- | ----------- | -- | -- | - | - | --- | --- | ---- | --- | -- |
| 1   | L’Aquila    | 10 | 10 | 0 | 0 | 400 | 84  | +316 | 0   | 20 |
| 2   | CUS Firenze | 10 | 5  | 1 | 4 | 177 | 257 | −80  | 0   | 11 |
| 3   | Rugby Roma  | 10 | 6  | 0 | 4 | 330 | 141 | +189 | −2  | 10 |
| 4   | Fiamme Oro  | 10 | 3  | 2 | 5 | 240 | 251 | −11  | 0   | 8  |
| 5   | Benevento   | 10 | 2  | 1 | 7 | 163 | 456 | −293 | 0   | 5  |
| 6   | Colleferro  | 10 | 1  | 2 | 7 | 189 | 310 | −121 | 0   | 4  |

- Rugby Roma ottiene due punti di penalizzazione: uno per aver schierato un atleta non eleggibile nell'incontro contro L’Aquila poi perso a tavolino, e l'altro per rinuncia all'incontro contro il CUS Firenze.

## Play-off
|  | Quarti di finale | Quarti di finale | Quarti di finale |          |          | Semifinali | Semifinali | Semifinali |  |  | Finale | Finale | Finale |  |
|  |                  |                  |                  |          |          |            |            |            |  |  |        |        |        |  |
|  | 1A               | Viadana          | 50               |          |          |            |            |            |  |  |        |        |        |  |
|  | 1A               | Viadana          | 50               |          |          |            |            |            |  |  |        |        |        |  |
|  | 2B               | Mirano           | 18               |          |          |            |            |            |  |  |        |        |        |  |
|  | 2B               | Mirano           | 18               |          | Viadana  | Viadana    | 54         |            |  |  |        |        |        |  |
|  |                  |                  |                  |          | Viadana  | Viadana    | 54         |            |  |  |        |        |        |  |
|  |                  |                  | Rovigo           | Rovigo   | 12       |            |            |            |  |  |        |        |        |  |
|  | 1B               | Rovigo           | Rovigo           | Rovigo   | 12       | 69         |            |            |  |  |        |        |        |  |
|  | 1B               | Rovigo           |                  |          |          |            |            |            |  |  |        |        |        |  |
|  | 2A               | CUS Firenze      | 27               |          |          |            |            |            |  |  |        |        |        |  |
|  | 2A               | CUS Firenze      | 27               |          | Viadana  | Viadana    | 32         |            |  |  |        |        |        |  |
|  |                  |                  |                  |          |          |            |            |            |  |  |        |        |        |  |
|  |                  |                  | Piacenza         | Piacenza | 14       |            |            |            |  |  |        |        |        |  |
|  | 1C               | L’Aquila         | Piacenza         | Piacenza | 14       | 3          |            |            |  |  |        |        |        |  |
|  | 1C               | L’Aquila         |                  |          |          |            |            |            |  |  |        |        |        |  |
|  | 2D               | Petrarca         | 0                |          |          |            |            |            |  |  |        |        |        |  |
|  | 2D               | Petrarca         | 0                |          | L’Aquila | L’Aquila   | 16         |            |  |  |        |        |        |  |
|  |                  |                  |                  |          | L’Aquila | L’Aquila   | 16         |            |  |  |        |        |        |  |
|  |                  |                  | Piacenza         | Piacenza | 31       |            |            |            |  |  |        |        |        |  |
|  | 1D               | Benetton         | Piacenza         | Piacenza | 31       | 20         |            |            |  |  |        |        |        |  |
|  | 1D               | Benetton         |                  |          |          |            |            |            |  |  |        |        |        |  |
|  | 2C               | Piacenza         | 27               |          |          |            |            |            |  |  |        |        |        |  |

## Finale
| Parma 16 gennaio 2000                                                        | Viadana | 32 – 14 referto | Piacenza | Stadio Sergio Lanfranchi (2000 ca. spett.) |
| Villagra Francesio Queirolo mt Ceppolino Grangetto tr Grangetto c.p. Cagnolo |         |                 |          |                                            |
|                                                                              |         |                 |          |                                            |
| Villagra Francesio Queirolo                                                  | mt      | Ceppolino       |          |                                            |
| Grangetto                                                                    | tr      |                 |          |                                            |
| Grangetto                                                                    | c.p.    | Cagnolo         |          |                                            |